# بوكلم (أديامان)
بوكلم (بالتركية: Büklüm)‏ هي قرية كرديّة تتبع إداريّاً لمديرية أديامان في محافظة أديامان التركية الواقعة في جنوب شرق الأناضول. بلغ عدد سكانها 280 نسمة في عام 2021.